# Narai

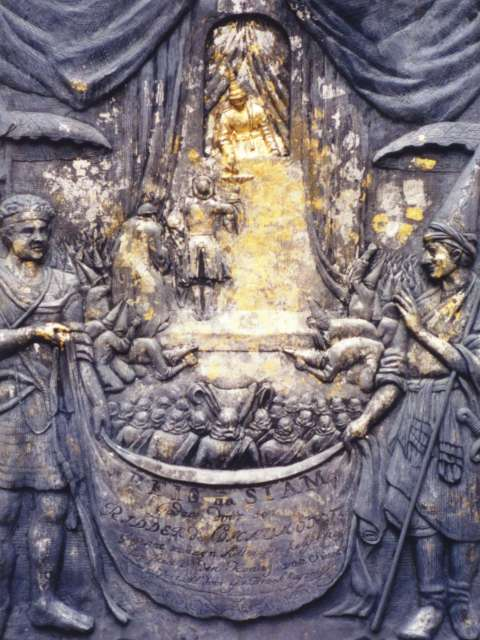
Herdenkingsplaat in Lopburi met Narai en Franse ambassadeurs

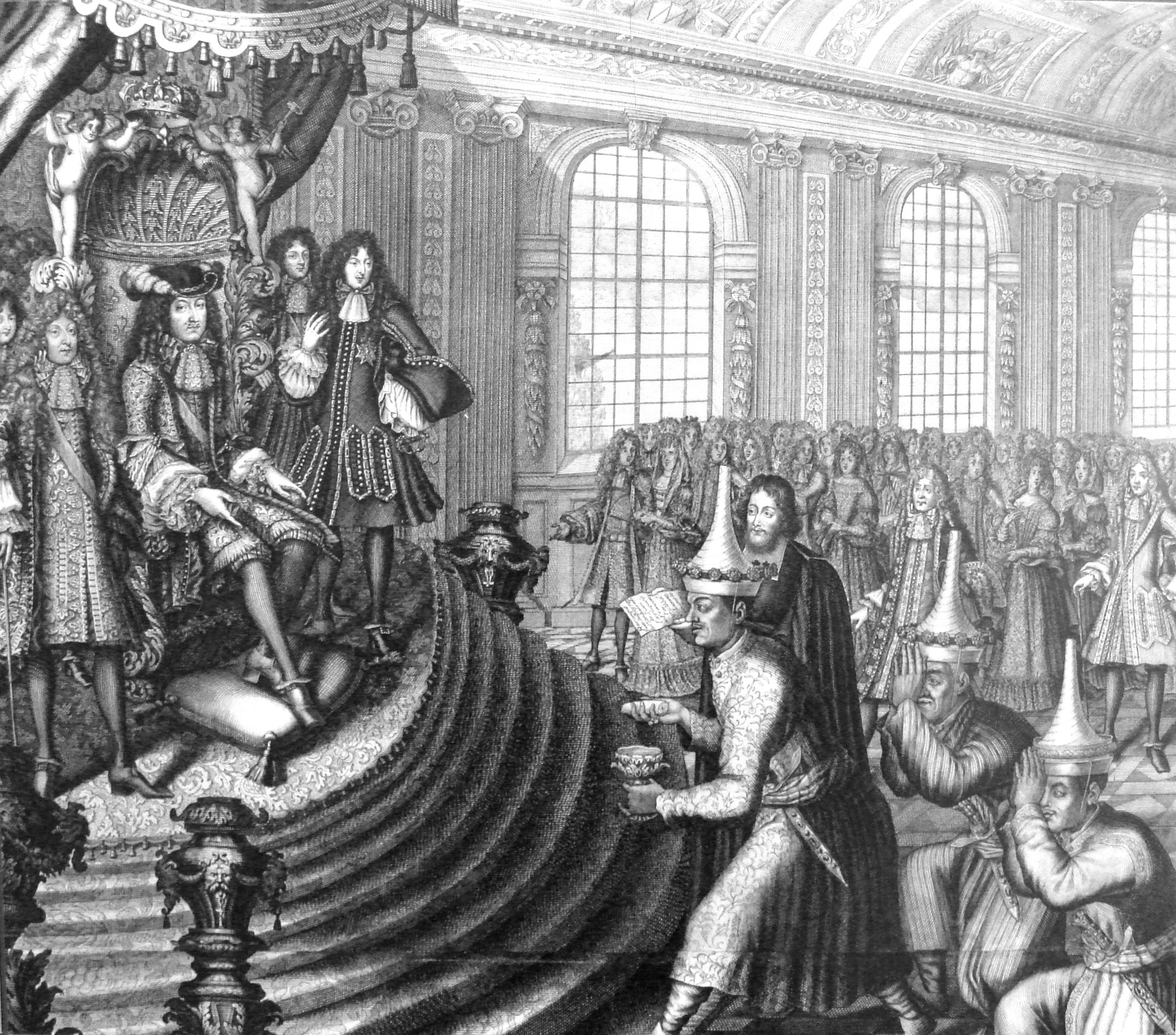
Siamese ambassade bij Lodewijk XIV in 1686, Nicolas Larmessin

Narai (Zoon van Prasat Thong) (Thais: "สมเด็จพระนารายณ์มหาราช"); (11 juli 1629 - 11 juli, 1688), ook "Narai de Grote" genoemd was van 1656 tot zijn overlijden koning van Siam. Hij regeerde wat het koninkrijk Ayutthaya wordt genoemd. Narai was sterk in diplomatie en wetenschap geïnteresseerd en zond ambassadeurs naar Frankrijk en Rome.
Een Grieks avonturier, Constantine Phaulkon, werd tot premier benoemd en de koning verwelkomde tal van Europeanen waaronder missionarissen. Aan het hof verbleven ook Perzen.
Aan het Thaise hof in Ayutthaya kende men geen strikt opvolgingsrecht. Toen Narais vader Prasat Thong in augustus 1656 stierf, volgde diens oudste zoon Chai zijn vader op. Chai werd afgezet door de jongere Narai die hun oom Suthammaracha op de troon zette. Op 26 oktober pleegde Narai met buitenlandse hulp een tweede staatsgreep en hij riep zichzelf nu tot koning uit.
Koning Narai is afgebeeld op de Militaire Orde van Rama, een moderne militaire Thaise ridderorde.